# Bouilland
Bouilland ist eine französische Gemeinde mit 242 Einwohnern (Stand: 1. Januar 2022) im Département Côte-d’Or in der Region Bourgogne-Franche-Comté. Sie gehört zum Kanton Ladoix-Serrigny und zum Arrondissement Beaune.
Nachbargemeinden sind Antheuil im Nordwesten, Détain-et-Bruant im Norden, Fussey im Osten, Échevronne im Südosten, Savigny-lès-Beaune im Süden, Bessey-en-Chaume im Südwesten und Aubaine im Westen.

## Bevölkerungsentwicklung
| Jahr                       | 1962 | 1968 | 1975 | 1982 | 1990 | 1999 | 2008 | 2015 |
| -------------------------- | ---- | ---- | ---- | ---- | ---- | ---- | ---- | ---- |
| Einwohner                  | 163  | 165  | 134  | 136  | 145  | 168  | 192  | 209  |
| Quellen: Cassini und INSEE |      |      |      |      |      |      |      |      |

## Sehenswürdigkeiten
- Sainte-Marguerite, Ruine einer früheren Abtei mit romanischem Ursprung, Monument historique seit 1970
- Kirche Saint-Martin

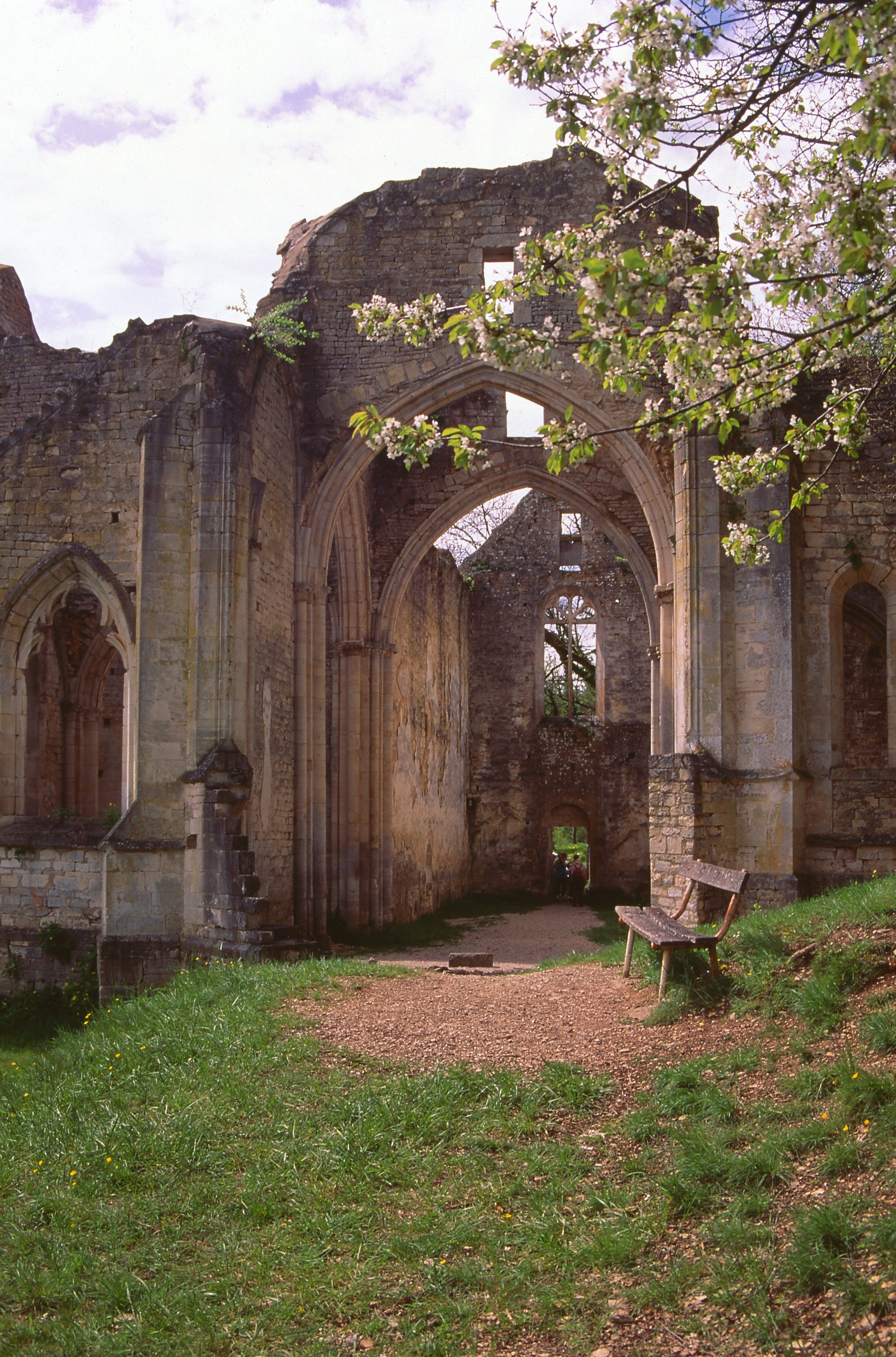
Ruine der Abtei Sainte-Marguerite
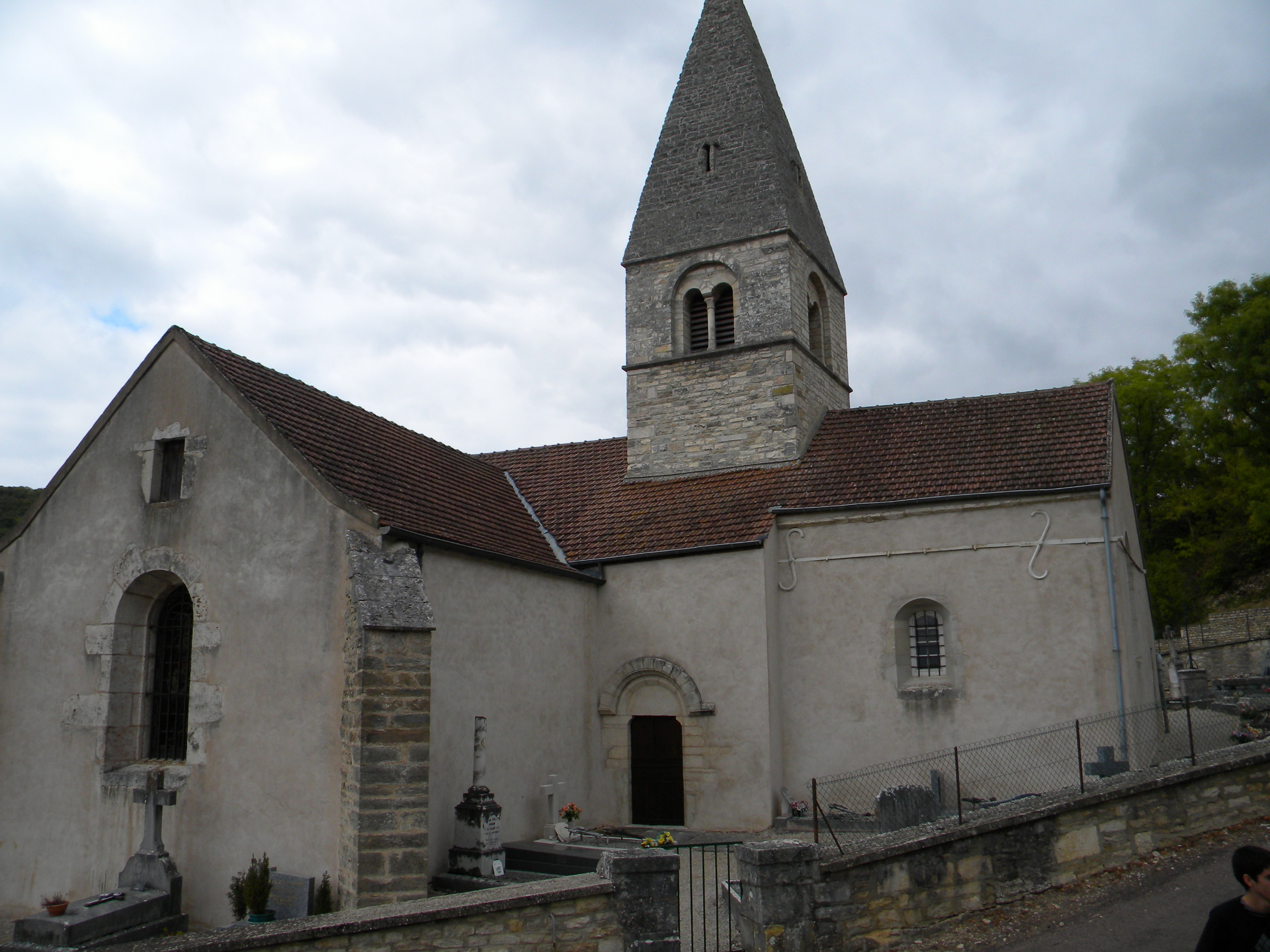
Kirche Saint-Martin
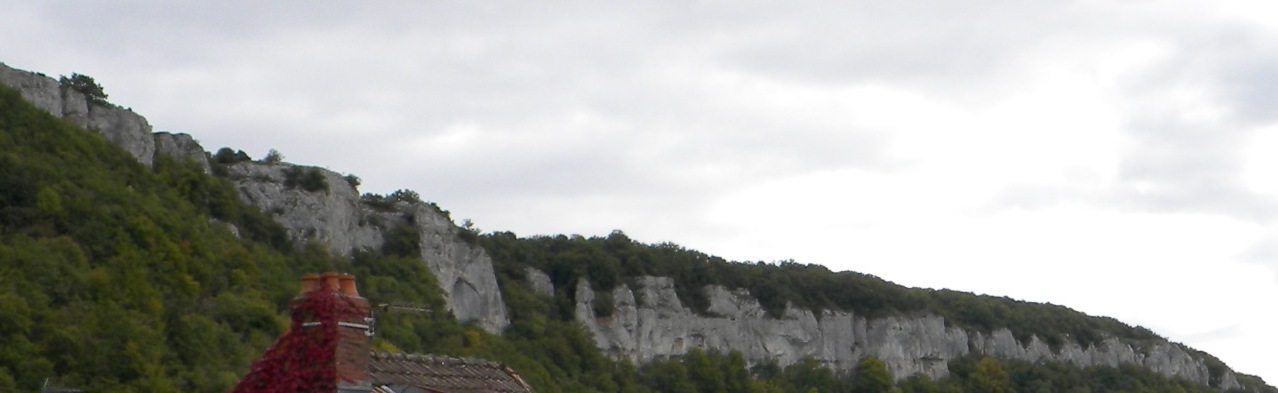
Felswald bei Bouilland